# Caio richardsoni
Caio richardsoni is een vlinder uit de familie van de nachtpauwogen (Saturniidae).
De wetenschappelijke naam van de soort is voor het eerst geldig gepubliceerd door Herbert Druce in 1890.